# کندرودیت
کندرودیت  (به انگلیسی: Chondrodite) با فرمول شیمیایی Mg5[(OHF)2-(SiO4)2] خاکستری از مجموعه کانی هاست و دارای لومینسانس گاهی زرد، قهوه‌ای نارنجی، کانی‌های مشابه آن الیوین است. از کلمه یونانی Khondros بمعنای دانه کوچک گرفته شده‌است در HCl و H2SO۴ محلول است. - در شعله به سختی ذوب می‌شود ولی رنگ آن سفید می‌شود. MgO:۵۸٫۸۸٪ SiO۲:۳٫۰۸٪ F:۷٫۳۹٪ H2O:۱٫۷۵٪ به سبز برای اولین بار در نروژ کشف شد و از نظر شکل بلور: ایزومتریک، رنگ: زرد - نارنجی - متمایل به قهوه‌ای - متمایل به قرمز - متمایل، شفافیت: شفاف - نیمه شفاف، شکستگی: صدفی - نامنظم، جلا: شیشه‌ای - چرب، رخ: خوب، سیستم تبلور: مونوکلینیک و در رده‌بندی سیلیکات است و منشأ تشکیل آن دگرگونی مجاورتی است.
همایند کانی‌شناسی (پارانژ) آن الیوین- فلوگوپیت- مگنتیت- آپاتیت- اولیوین است
، از نظر ژیزمان بلوری - آگرگات دانه‌ای - توده‌ای - آغشته تقریباًَ کمیاب است و بیشتر در آلمان غربی، فنلاند، سوئد، ایتالیا و آمریکا یافت می‌شود.